# Austrochilidae
Die Austrochilidae sind eine Familie der Echten Webspinnen (Araneomorphae). Die beiden Gattungen, Austrochilus und Thaida, sind endemisch in den Anden-Bergwäldern im zentralen und südlichen Chile sowie im benachbarten Argentinien.

## Systematik
Der World Spider Catalog listet für die Austrochilidae aktuell zwei Gattungen und neun Arten. (Stand: November 2021)
- Austrochilus Gertsch & Zapfe, 1955
  - Austrochilus forsteri Grismado, Lopardo & Platnick, 2003
  - Austrochilus franckei Platnick, 1987
  - Austrochilus manni Gertsch & Zapfe, 1955
  - Austrochilus melon Platnick, 1987
  - Austrochilus newtoni Platnick, 1987
  - Austrochilus parwis Michalik & Wunderlich, 2017
  - Austrochilus schlingeri Platnick, 1987
- Thaida Karsch, 1880
  - Thaida chepu Platnick, 1987
  - Thaida peculiaris Karsch, 1880